# Čestice

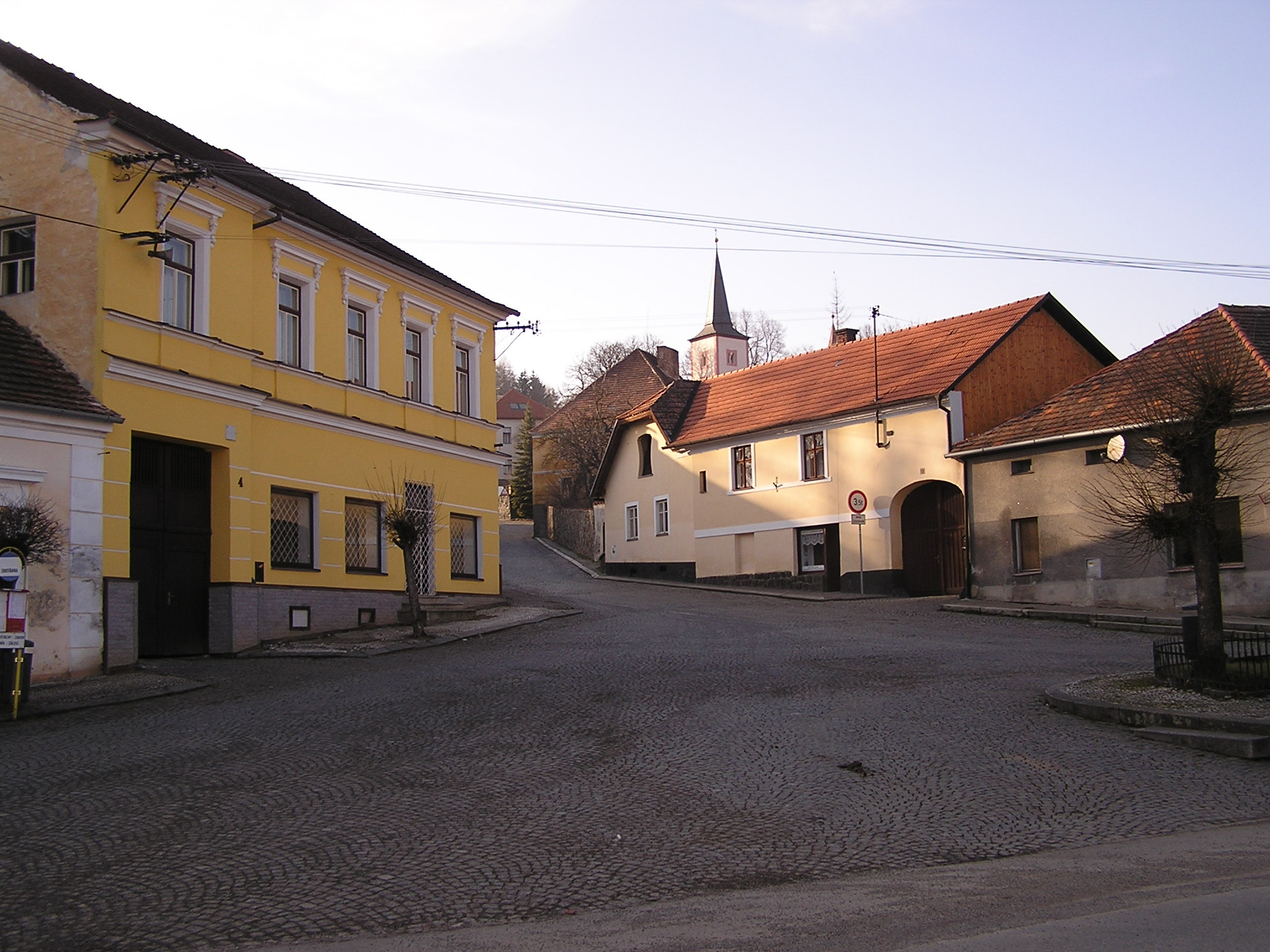
Markt

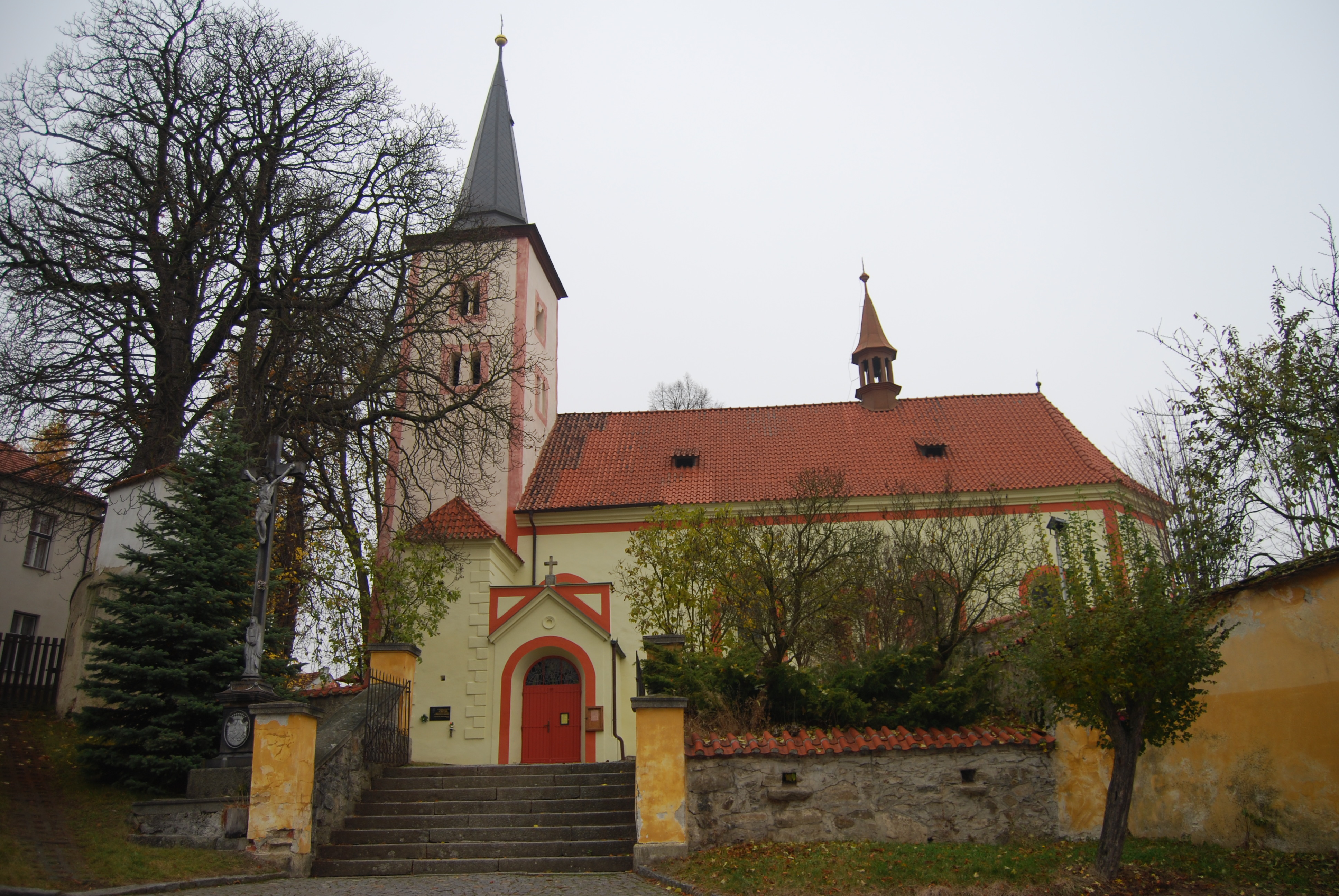
Kirche Enthauptung Johannes des Täufers

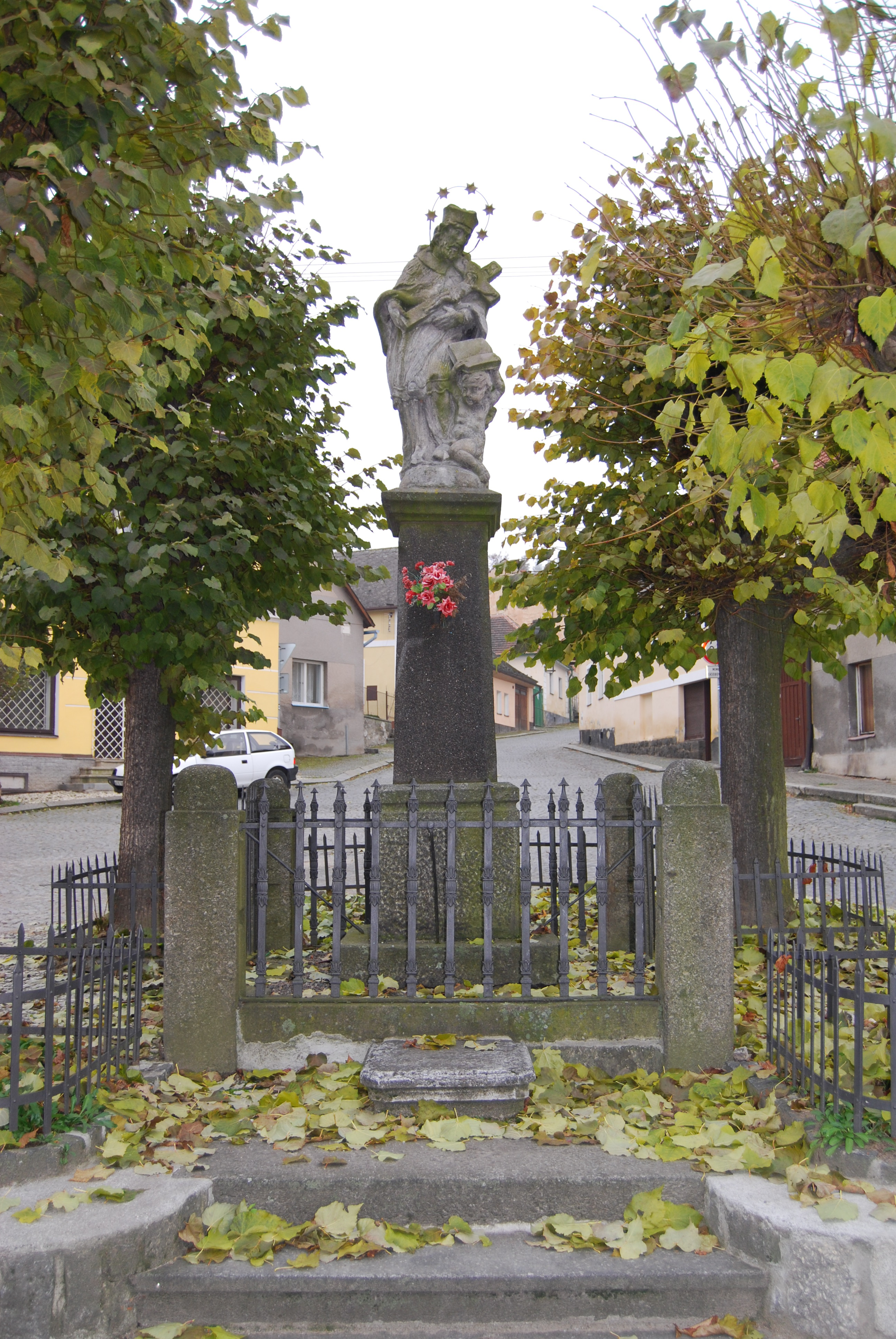
Statue des hl. Johannes von Nepomuk auf dem Markt

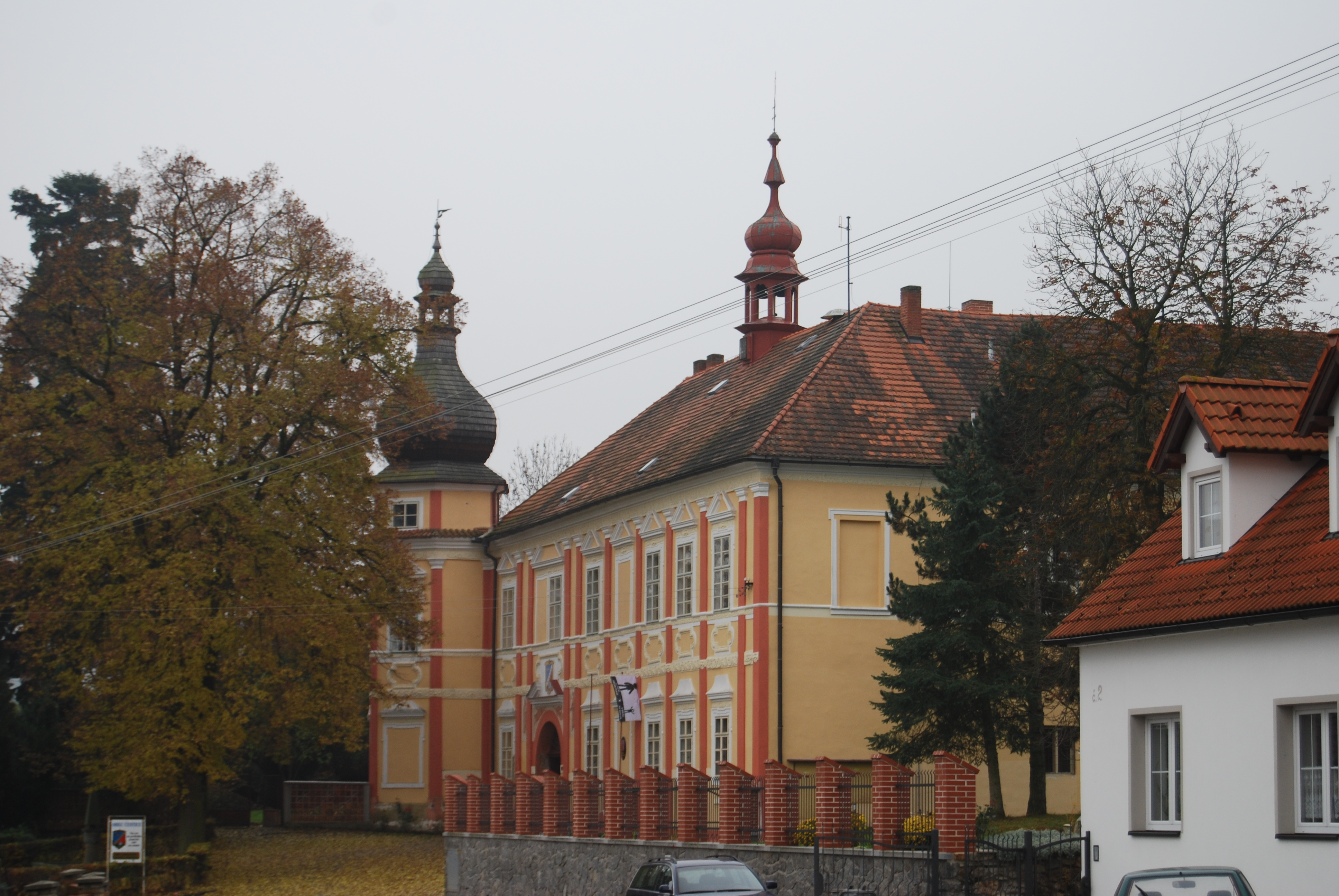
Schloss Čestice

Čestice [ˈt͡ʃɛscɪt͡sɛ] (deutsch Tschestitz, früher Čestitz) ist eine Minderstadt in Tschechien. Sie liegt sechs Kilometer westlich von Volyně in Südböhmen und gehört zum Okres Strakonice.

## Geographie

### Geographische Lage
Čestice befindet sich im Vorland des Böhmerwaldes. Das Städtchen liegt auf einem Höhenzug zwischen den Tälern der Bäche Peklov und Čestický potok (Mokry). Nördlich erheben sich die Blejště (594 m) und Řanda (610 m), im Südosten die Pravda (684 m), südlich der Litovec (634 m), die Brda (757 m) und der Mlaď (663 m) sowie im Westen die Kalvárie (Calvarienberg, 595 m). Durch Čestice führt die Staatsstraße II/170 zwischen Němětice und Vacov.

### Gemeindegliederung
Die Minderstadt Čestice besteht aus den Ortsteilen Čestice (Tschestitz), Doubravice u Volyně (Daubrawitz), Krušlov (Kruschlau), Nahořany (Nahorschan), Nuzín (Nusin), Radešov (Radeschau) und Střídka (Střidka, 1939–1945 Krume) sowie den Ansiedlungen Kalvárie, Kobylka, Konopice, Na Špici, Počátky (Potschatka, 1939–1945 Ursprung), Prkošín (Prkoschin) und U Mostu.

### Nachbargemeinden
Nachbarorte sind Němčice und Střídka im Norden, Pohodnice, Radkovice, Ovčín, Doubravice u Volyně, U Mostu, Na Špici und Počátky im Nordosten, Prkošín, Volyně und Zechovice im Osten, Konopice, Starov und Nuzín im Südosten, Nahořany, U Kochtíka, Krušlov und Kobylka im Süden, Vacovice, Záhorský Mlýn, V Mlýnech und Dřešín im Südwesten, Kalvárie, Dřešínek und Hořejšice im Westen sowie Radešov, Hoslovice und Podhoslovičký im Nordwesten.

## Geschichte
Die erste schriftliche Erwähnung des Dorfes erfolgte im Jahre 1243 als Besitz der Vladiken Přech von Čestice. Zu Beginn des 17. Jahrhunderts erlosch das Vladikengeschlecht im Mannesstamme. Besitzer von Čestice wurden die Ritter von Malowetz. Nach der Schlacht am Weißen Berg wurden die Güter des Johann von Malowetz konfisziert und Čestitz 1628 an Jakob Graf Kießel verkauft. Weitere Besitzer der vereinigten Güter Čestitz samt Dřesinko waren ab 1702 die Witwe Sophie Říčanský von Říčan, geborene Borinka, die sie 1703 an Karl Sebastian Říčanský verkaufte. Von diesem erwarb Nikolaus Malowetz von Cheynow und Winterberg 1745 die Güter, ihm folgten 1755 sein ältester Sohn Joseph und ab 1789 dessen Sohn Johann Ernst. Dieser veräußerte Čestitz samt Dřesinko an Franz Reichsgraf von und zu Sickingen. Nachfolgend wechselten sich zunächst verschiedene Bürgerliche als Besitzer ab. 1817 entstand die vom Stachauer Freigericht über Čestitz nach der Passauer Straße führende Halbchaussee.
Im Jahre 1819 erwarb der k.k. Kämmerer und Major Karl Graf von Rey den Besitz, der 1825 im Zuge eines Ausgleiches an den Landesadvokaten Johann Nepomuk Kanka überging. Im Jahr darauf erhielt Graf von Rey Čestitz samt Dřesinko durch Abtretung zurück und verkaufte die Güter umgehend seiner Frau Dorothea Freiin von Berteuil. 1830 wurden die Güter gerichtlich dem Wiener Großhändler Johann Heinrich Freiherr von Geymüller eingeantwortet. Dieser veräußerte sie 1831 an Franz Graf Taaffe, der Čestitz samt Dřesinko am 28. Juni 1832 an Joseph Ludwig Malabaila von Canal verkaufte.
Im Jahre 1840 umfasste das Gut Čestitz samt Dřesinko eine nutzbare Fläche von 3089 Joch 786 Quadratklaftern, davon entfielen 2754 Joch 1220 Quadratklafter auf Čestitz und 334 Joch 1166 Quadratklafter auf Dřesinko. Die Gesamteinwohnerzahl betrug 1519, darunter waren fünf Israelitenfamilien. Die Herrschaft bewirtschaftete vier Meierhöfe in Čestitz, Daubrawitz, Dřesinko und Jetischau sowie eine Schäferei bei Daubrawitz. Zum Gut gehörten die Dörfer Čestitz, Daubrawitz (Doubravice u Volyně), Jetischau bzw. Jedischau (Jetišov), Střidka (Střídka), Radeschau (Radešov), Klein-Dřeschin bzw. Dřesinko (Dřešínek), Ober-Dřeschin (Hořejšice) und Watzowitz. Das Dorf Čestitz bzw. Tschestitz bestand aus 70 Häusern mit 472 Einwohnern, darunter einer Israelitenfamilie. Unter herrschaftlichen Patronat standen die Pfarrkirche zur Enthauptung des hl. Johannes des Täufers, die Pfarrei und die Schule. Außerdem bestanden in Čestitz ein Schloss mit Obst- und Ziergarten, ein Meierhof, ein Bräuhaus, ein Branntweinhaus und eine abseitig gelegene Mühle. Čestitz war Pfarrort für Daubrawitz, Jetischau, Radeschau, Střidka, Aulehle, Ratkowitz (Radkovice), Groß-Dřeschin, Niemtschitz, Hoslowitz, Kruschlau (Krušlov), Nusin (Nuzín), Potschatka (Počátky) und Nahoržan (Nahořany). Bis zur Mitte des 19. Jahrhunderts bildete Čestitz immer das Amtsdorf des vereinigten Gutes Čestitz samt Dřesinko.
Nach der Aufhebung der Patrimonialherrschaften bildete Čestice/Tschestitz mit den Ortsteilen Doubravice, Radešov und Střídka ab 1850 eine Gemeinde in der Bezirkshauptmannschaft Strakonice und dem Gerichtsbezirk Volyně. Zum Ende des 19. Jahrhunderts trug die Gemeinde den amtlichen Namen Češtice. Im Jahre 1908 wurde Čestice zur Marktgemeinde erhoben. 1909 lösten sich Doubravice, Střídka und Radešov los und bildeten die Gemeinde Doubravice. Nach dem Zweiten Weltkrieg verlor Češtice seinem Status als Městys. Zum 1. Februar 1949 wurde Češtice dem Okres Vimperk zugeordnet. Nach dessen Aufhebung wurde die Gemeinde am 1. Juli 1960 wieder Teil des Okres Strakonice. 1964 erfolgte die Eingemeindung von Radešov und Nuzín (mit Počátky und Prkošín). Doubravice u Volyně (mit Střídka) wurde am 1. Jänner 1974 eingemeindet, Nahořany (mit Krušlov und Vacovice) folgte am 1. Juni 1975. Nach einem Referendum löste sich Vacovice zum 24. November 1990 wieder von Čestice los und bildete eine eigene Gemeinde. Am 10. Oktober 2006 wurde der Status von Češtice als Městys erneuert.

## Kultur und Sehenswürdigkeiten

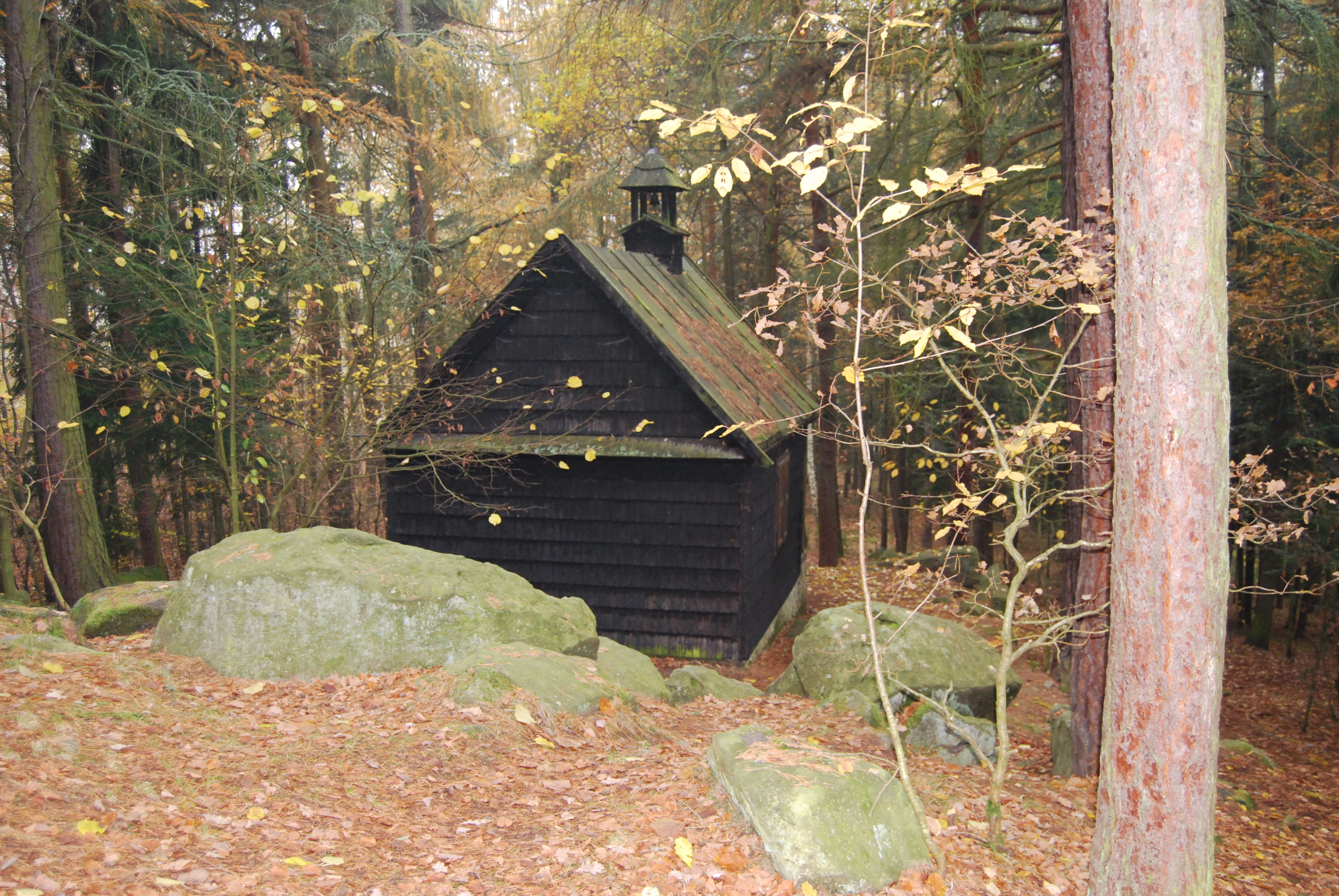
Einsiedelei am Kalvarienberg

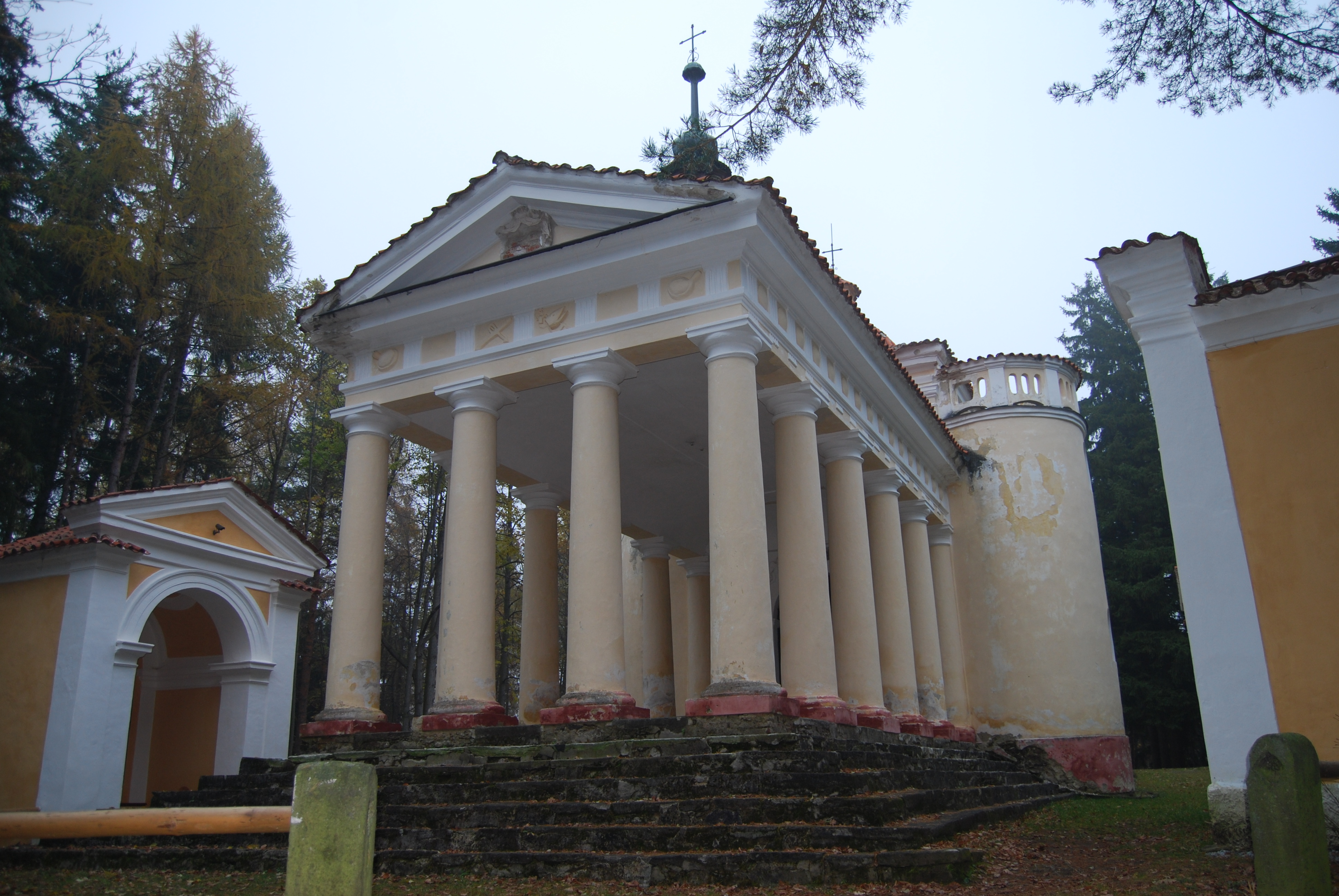
Hauptkapelle der hl. Kreuzerfindung auf dem Kalvarienberg

- Schloss Čestice, der von einem Park umgebene zweiflügelige frühbarocke Bau entstand zu Beginn des 17. Jahrhunderts anstelle der Feste des Geschlechts Přech von Čestice. Es dient heute als Gemeindeamt, Standesamt, Museum und Bücherei.
- Renaissancebrunnen vor dem Schloss, das aus behauenen Steinquadern zusammengesetzte Kunstwerk entstand zwischen 1819 und 1827 für Karl Graf von Rey
- Ruine der Feste Čestice
- Statue des hl. Johannes von Nepomuk auf dem Markt, die lebensgroße Heiligenfigur auf hohem Sockel entstand in der 2. Hälfte des 18. Jahrhunderts und befand sich zunächst gegenüber der Kirche vor dem Pfarrhaus. Später wurde sie im Zuge einer veränderten Straßenführung auf ihren heutigen Standort umgesetzt.
- Romanische Pfarrkirche Enthauptung Johannes des Täufers, sie entstand zu Beginn des 13. Jahrhunderts. Der Teil östlich des Triumphbogens mit dem Presbyterium wurde im Stile der Frühgötik umgestaltet. Der barocke Hauptaltar von 1737 ist ein Werk des Holzschnitzers Jan Hammer. Die Sakristei und das Oratorium mit Vorhalle stammen aus dem 19. Jahrhundert.
- Gusseisernes Kreuz mit vergoldeter Figur des Heiland und der Mutter Gottes, vor dem Eingang der Kirche, errichtet 1826 von Karl und Dorothea von Rey
- Kalvarienberg westlich über der Kirche, auf einem Gipfel befindet sich die im Stile der italienischen Renaissance erbaute Hauptkapelle der hl. Kreuzerfindung mit einer von zwölf dorischen Säulen getragenen Vorhalle. Auf den Berg führt von der sechseckigen Muttergottes-Kapelle ein Kreuzweg mit vier Stationskapellen. Bereits im 17. Jahrhundert war der Berg eine Wallfahrtsstätte, Michael Hießerle von Codaw (Michal Hýzrle z Chodů) ließ 1626 einen Kreuzweg mit hölzernen Kreuzen anlegen. Die neue Anlage wurde 1728 unter Karl Sebastian Říčanský errichtet und 1755 unter Nikolaus Freiherr Malowetz von Cheynow und Winterberg erneuert und zum Wallfahrtsort erhoben, wobei Malowetz der Kapelle einen Kaplan stiftete. Nachdem die Kalvarie infolge der häufigen Besitzerwechsel zum Beginn des 19. Jahrhunderts in Verfall geraten war, ließ Dorothea von Rey sie 1819 wieder herrichten und 1820 zum Dank für ihre Genesung die neue Hauptkapelle der hl. Kreuzerfindung erbauen. Hinter einem Granitblock ließ sie am Hang des Kalvarienberges 1821 eine Einsiedelei erbauen. Ob in dem hölzernen schindelgedeckten Bau jemals Einsiedler lebten, ist nicht bekannt; wahrscheinlich entstand er als Attraktion am Pilgerweg.
- Telekommunikationsturm südlich des Kalvarienberges, das 40 m hohe Bauwerk entstand 1999, in sieben Meter Höhe befindet sich eine Aussichtsplattform
- Feste Doubravice u Volyně